# Driekleurwever
De driekleurwever (Ploceus tricolor) is een zangvogel uit de familie Ploceidae (wevers en verwanten).

## Verspreiding en leefgebied
Deze soort telt 2 ondersoorten:
- P. t. tricolor: van Sierra Leone en Guinee tot Kameroen en de zuidwestelijke Centraal-Afrikaanse Republiek tot uiterst westelijk Congo-Kinshasa.
- P. t. interscapularis: zuidelijk Oeganda door Congo-Kinshasa, noordwestelijk Angola.